# Gaoshan, Guangdong
Gaoshan (kinesiska: 高山) är en köping i sydöstra Kina. Den ligger i stadsdistriktet Maonan i staden Maoming i provinsen Guangdong, omkring 290 kilometer sydväst om provinshuvudstaden Guangzhou. Antalet invånare är 16 750. Befolkningen består av 8 129 kvinnor och 8 621 män. Barn under 15 år utgör 19,0 %, vuxna 15-64 år 72 %, och äldre över 65 år 8,0 %.